# Distracción (La Guajira)

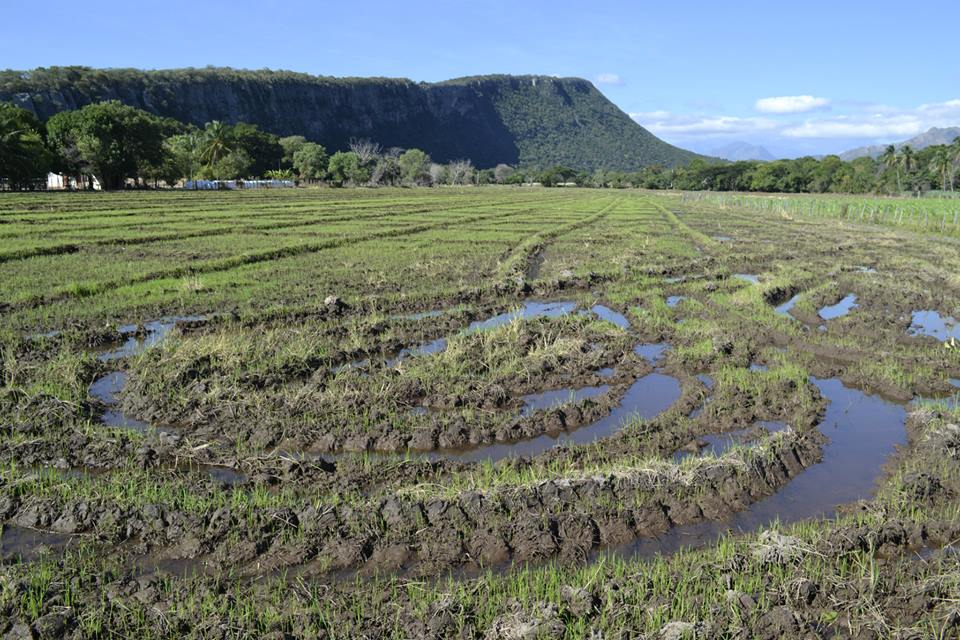
Cultivo de arroz en Distracción

Distracción es un municipio del departamento colombiano de La Guajira, ubicado en la zona media. Produce arroz, ganado y es sede del proyecto de la represa del río Ranchería; pertenece a la Provincia del Sur. Tiene como lema: La Estrella de La Guajira.

## Toponimia
De 1845 a 1848 Antonio María Vidal, decidió construir una casa a la que llamó "La Distracción", a la que poco a poco se fue poblando hasta convertirse en corregimiento de Fonseca. De ahí el nombre del municipio.

## División Político-Administrativa
Además de su Cabecera municipal. Distracción tiene bajo su jurisdicción los siguientes Centros poblados:
- Buenavista
- Chorreras
- La Duda
- Los Hornitos
- Potrerito
- Pulgar

Además, de dos "resguardos": Caimito y La Ceiba.